# Jack de Deugd
Jacob (Jack) de Deugd (Rotterdam, 14 november 1955) is een Nederlands beeldend kunstenaar, actief als collagist, tekenaar en schilder, die vanaf 1981 tot 2024 werkte in Rotterdam in het Oude Noorden.

## Leven en werk
Jack de Deugd is opgeleid aan de Koninklijke Academie van Beeldende Kunsten in Den Haag en in Rotterdam. Hij was een leerling van o.a.  Rien Bout, George Hadeler, Sees Vlag, Marianne Smits-Grootenboer en Woody van Amen. Van 2009 tot 2022 had hij een atelier aan het Branco van Dantzigplein, en eerder in de Bleiswijkstraat. Hij is lid van de kunstenaarsvereniging Pictura in Dordrecht, en het in de jaren 2010 nieuwe kunstenaarscollectief Karmijn.
Thema's in zijn werk zijn intermenselijke relaties en de wisselwerking tussen leven en dood. Zijn werk is veelal figuratief met een surrealistisch karakter en enige erotische uitstraling.
Sinds begin jaren 1980 exposeert hij regelmatig in Rotterdam en omstreken. Ook had hij rond 2010 een semi-permanente expositie in Museum Boijmans in de entree. In een garderobekluisje 230 bij de takelkapstok richtte hij een decennium lang elk kwartaal een mini-expositie in.
Met de jaren heeft hij naast de Rijnmond en Nederland geëxposeerd en deelgenomen aan competities in België, Duitsland, Rusland, Finland en Turkije. In navolging hiervan is zijn werk aangekocht door particulieren, bedrijven en instellingen in binnen- en buitenland. De RKD heeft een selectie van z'n tekenwerk in de eigen collectie.

## Afbeeldingen

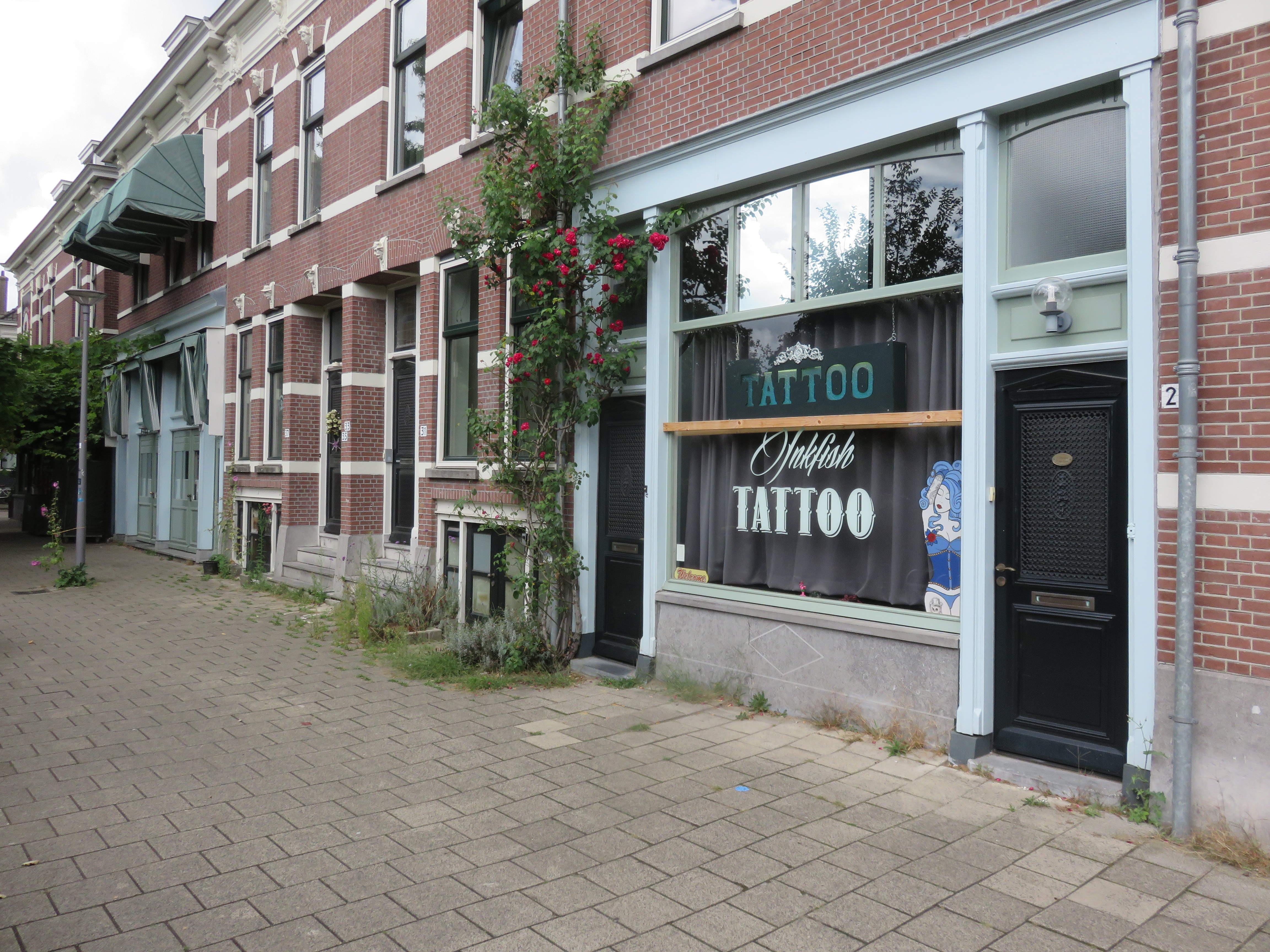
Atelier aan Branco van Dantzigstraat naast Tattooshop in 2024.
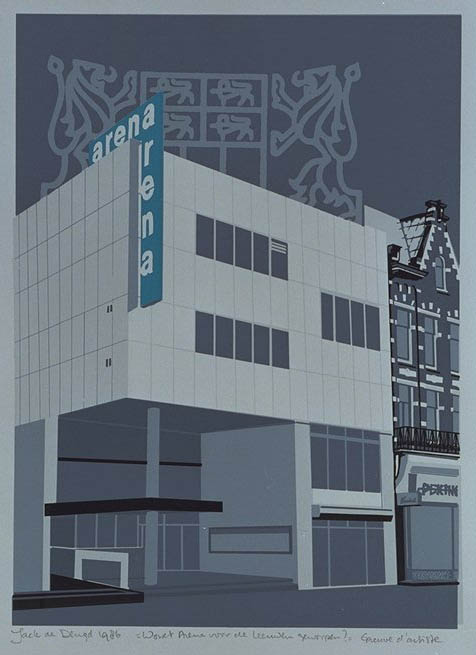
Illustratie Wordt Arena voor de leeuwen geworpen, 1986.
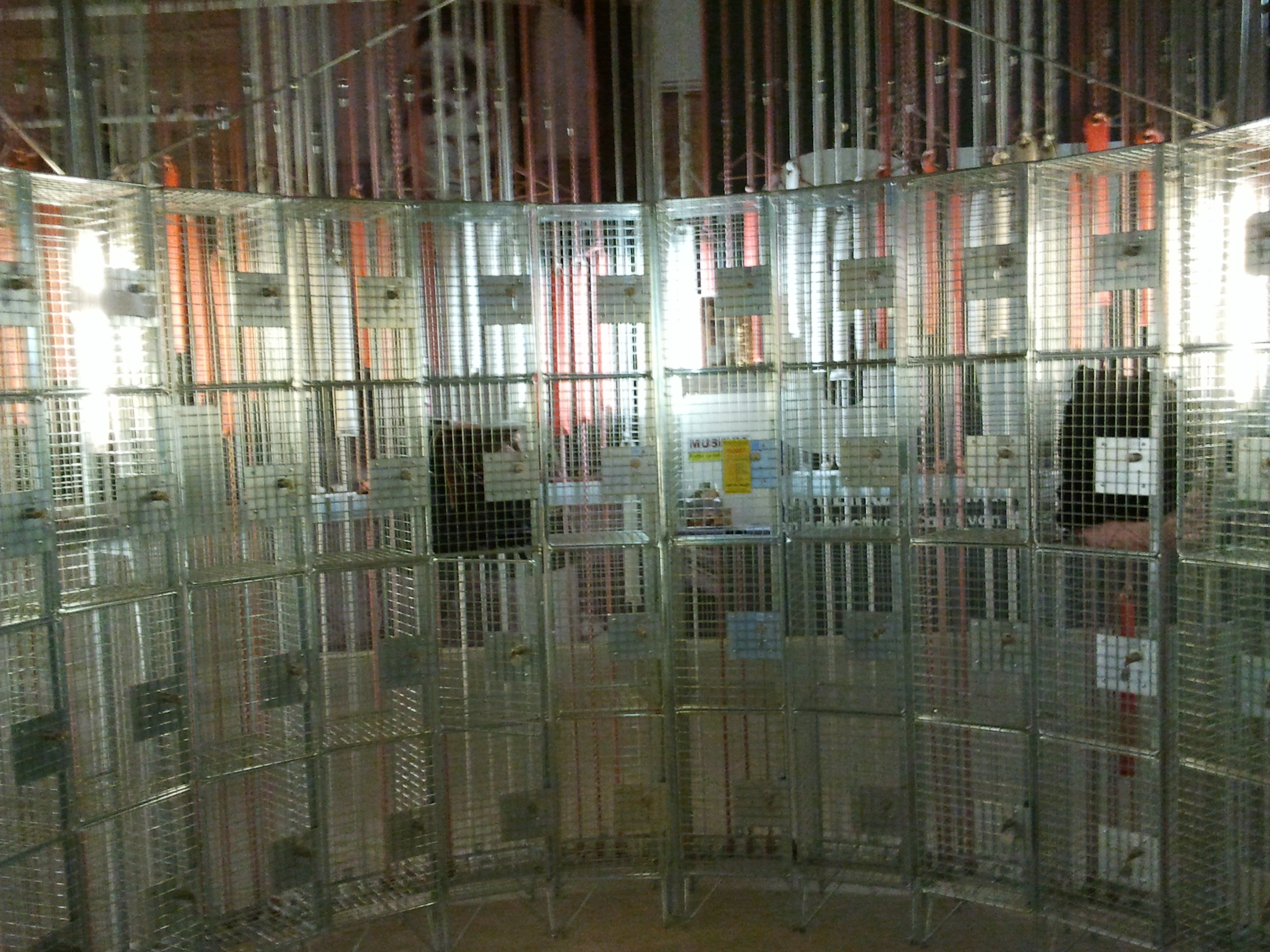
Garderobekluisjes in Museum Boymans, 2011 waar mini-expo was ingericht.

- RKD-Nederlands Instituut voor Kunstgeschiedenis: 22319